# سنة هجرية

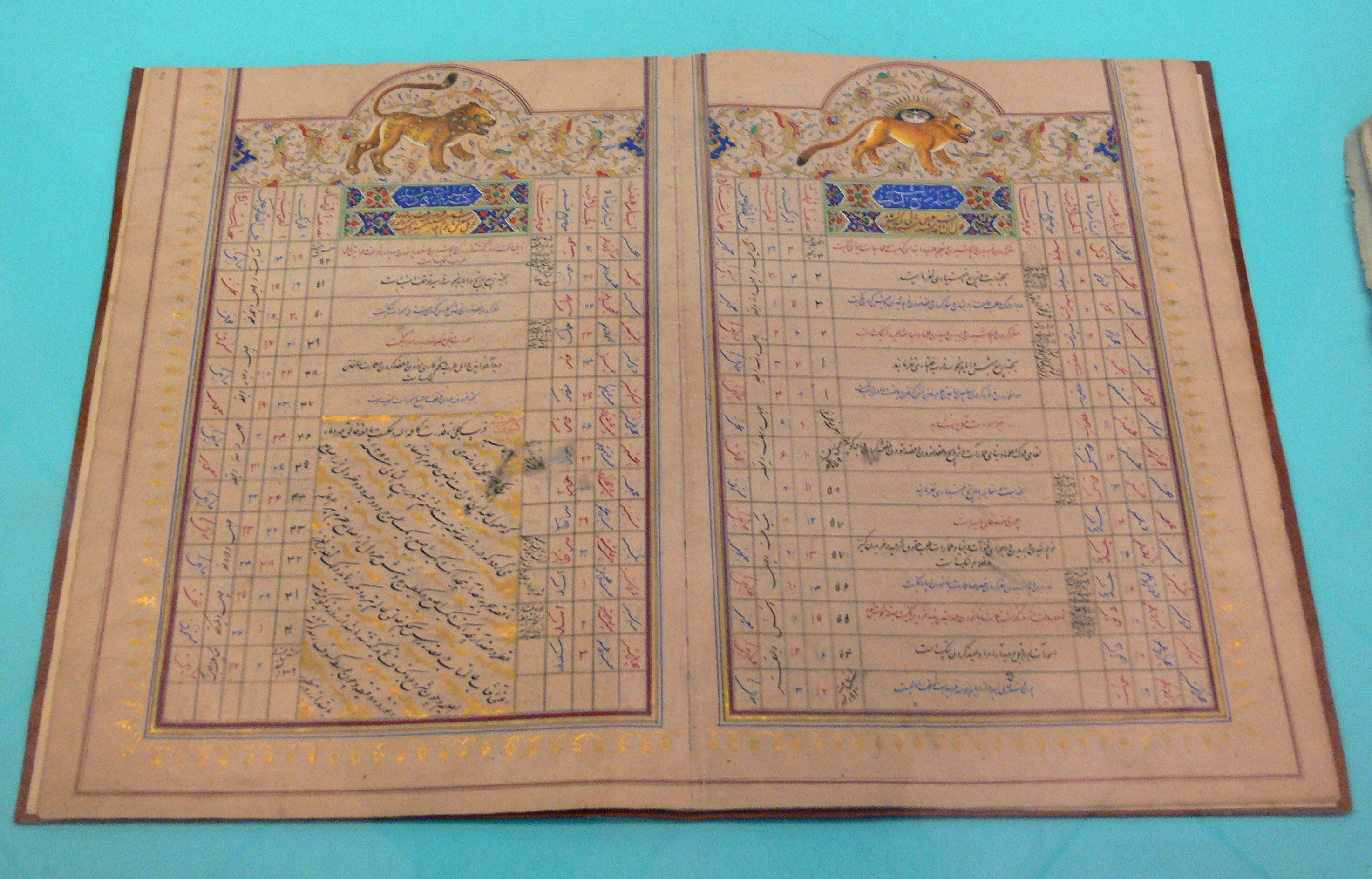

السنة الهجرية هي وحدة الزمن المستخدمة في التقويم الهجري، والتي يبدأ حسابها من سنة الهجرة التي هاجر فيها الرسول من مكة إلى يثرب.
في الغرب، يُشار إلى هذه الزمن في الغالب على أنه (AH) ((باللاتينية: Anno Hegirae) / ˈænoʊ ʊhɛdʒᵻriː / ، «في الزمن الهجري») بالتوازي مع الزمن المسيحي (AD) والزمن اليهودي (AM) ويمكن كذلك أن يوضع قبل أو بعد التاريخ الميلادي. في البلدان المسلمة، يشيع أيضا اختصار H («هجرية») المقتبسة من اختصاره العربي hā (هـ). ويشار إلى السنوات التي سبقت عام 1 هجرية بالإنجليزية باعتبارها BH («قبل الهجرة»)، والتي يجب كتابتها بعد التاريخ.
ولأن التقويم الهجري به 354 أو 355 يومًا فقط في السنة، فإنه يدور ببطء خلال السنة الميلادية. سنة 2018 م تقابل السنوات الهجرية 1439 - 1440 هـ.

## التعريف
يتم حساب السنة الهجري وفقاً للتقويم القمري وليس حسب التقويم الشمسي اليولياني أو الجريجوري (الميلادي). وبالتالي لا يبدأ في 1 يناير سنة 1 ميلادية، ولكن في اليوم الأول من شهر محرم الذي وقع في 622 م. وكان يوافق يوم 19 أبريل في التقويم الميلادي ولكن في بعض الأحيان يتم موافقته بالخطأ مع يوم 16 يوليو. يرجع هذا الخطأ إلى التقويم الإسلامي الجدولي الذي ابتكره علماء فلك إسلاميون لاحقون. حيث يقوم بحساب الزمن إلى الوراء طبقاً للتقويم القمري، والذي يجعله يفقد الأشهر الثلاثة الكبيسة (حوالي 88 يوماً) والتي تضاف إلى التقويم الشمسي-القمري آنذاك ما بين وقت الهجرة وعام 10 هجرية، عندما تم تسجيل أن سيدنا محمد تلقى وحيا بحظر استخدامه.
لم يكن تاريخ الهجرة نفسها يشكل بداية السنة الإسلامية الجديدة. ولكن التقويم الهجري استكمل الأشهر السابقة في الترتيب (وهي أشهر محرم وصفر) حيث أن الهجرة حدثت في اليوم الثامن من ربيع الأول أي بعد 66 يومًا من تاريخ بداية السنة الهجرية الأولى.

## التاريخ

### الأجداد
قبل زمن النبي محمد، كان هناك بالفعل تقويم قمري عربي به أشهر ولها أسماء محددة. ومع ذلك، فقد استخدمت في تقويم السنوات أسماء تقليدية بدلاً من الأرقام: على سبيل المثال، عُرف عام ميلاد النبي محمد وعمار بن ياسر (570 م) بـ «عام الفيل».وعرف عام الهجرة (622 - 23 م)  في البداية ب «إذن السفر».

### التأسيس
بعد الهجرة ب 17 عاما  دفعت شكوى أبي موسى الأشعري الخليفة عمر بن الخطاب إلى إلغاء ممارسة التقويم المعتمد على تسمية السنوات وتأسيس زمن تقويم جديد. تضمنت المقترحات المرفوضة تاريخًا من سنة ميلاد سيدنا محمد أو وفاته. ويعود الفضل إلى علي بن أبي طالب في اقتراح بداية التقويم من العام الذي هاجر فيه المسلمون وأسسو مجتمعا جديدا (أمة إسلامية) في المدينة. تم بعد ذلك مناقشة ترتيب الأشهر داخل التقويم. وتضمنت المقترحات المرفوضة رجب، والذي كان شهرًا مقدسًا في فترة ما قبل الإسلام؛ ورمضان، وهو شهر مقدس للمسلمين؛ وذي الحجة، شهر الحج. ويعود الفضل إلى عثمان بن عفان في الاقتراح الناجح، وهو ببساطة مواصلة ترتيب الأشهر التي تم تأسيسها بالفعل، بدءا من محرم. وتم اعتماد هذا التقويم من قبل عمر بن الخطاب.

## المعادلة
يمكن استخدام معادلات تقريبية مختلفة للتحويل بين التقويم الميلادي (م) والتقويم الإسلامي الهجري (هـ):
```
هـ = 1.030684 × (م - 621.5643)
```

```
م = 0.970229 × هـ + 621.5643
```

أو
```
هـ = (م - 622) × 33÷32
```

```
م = هـ + 622 - (هـ ÷ 32)
```

ومع ذلك، حيث أن السنة الإسلامية لا تبدأ في 1 يناير، فإنه لا يوجد توافق تام بين السنوات في التقويمين. على سبيل المثال، 2015 م هو 1436/1437 هـ، في حين أن 1436 هـ هو 2014/2015 م.